# Соборная улица (Рязань)
Улица Соборная (ранее — Революции) — улица в историческом центре города Рязани. Проходит от площади Соборной до площади Ленина.

## История
В генеральном плане застройки города Рязани, утвержденном императрицей Екатериной II в 1780 году, улица Соборная задумывалась как главная городская улица, открывающая перспективу с торговой площади Ленина на Рязанский кремль, а площадь Соборная должна была стать административным центром. В 1786 году на Соборной площади строится здание присутственных мест для губернского правления. С начала XIX века улица Соборная застраивается домами рязанских купцов. Дома часто имели первый торговый этаж, где размещались лавки, и второй жилой, где проживал купец с семьёй. В 1862 году на Соборной площади строится здание Рязанского драматического театра (ныне — театр на Соборной).
В 1919 году улица Соборная была переименована в улицу Революции.
В 1949 году по улице прошла первая линия рязанского троллейбуса.
В 1955 году выстроено здание Рязанского детского мира.
В 1993 году улице было возвращено историческое название.

## Примечательные здания

### По нечётной стороне

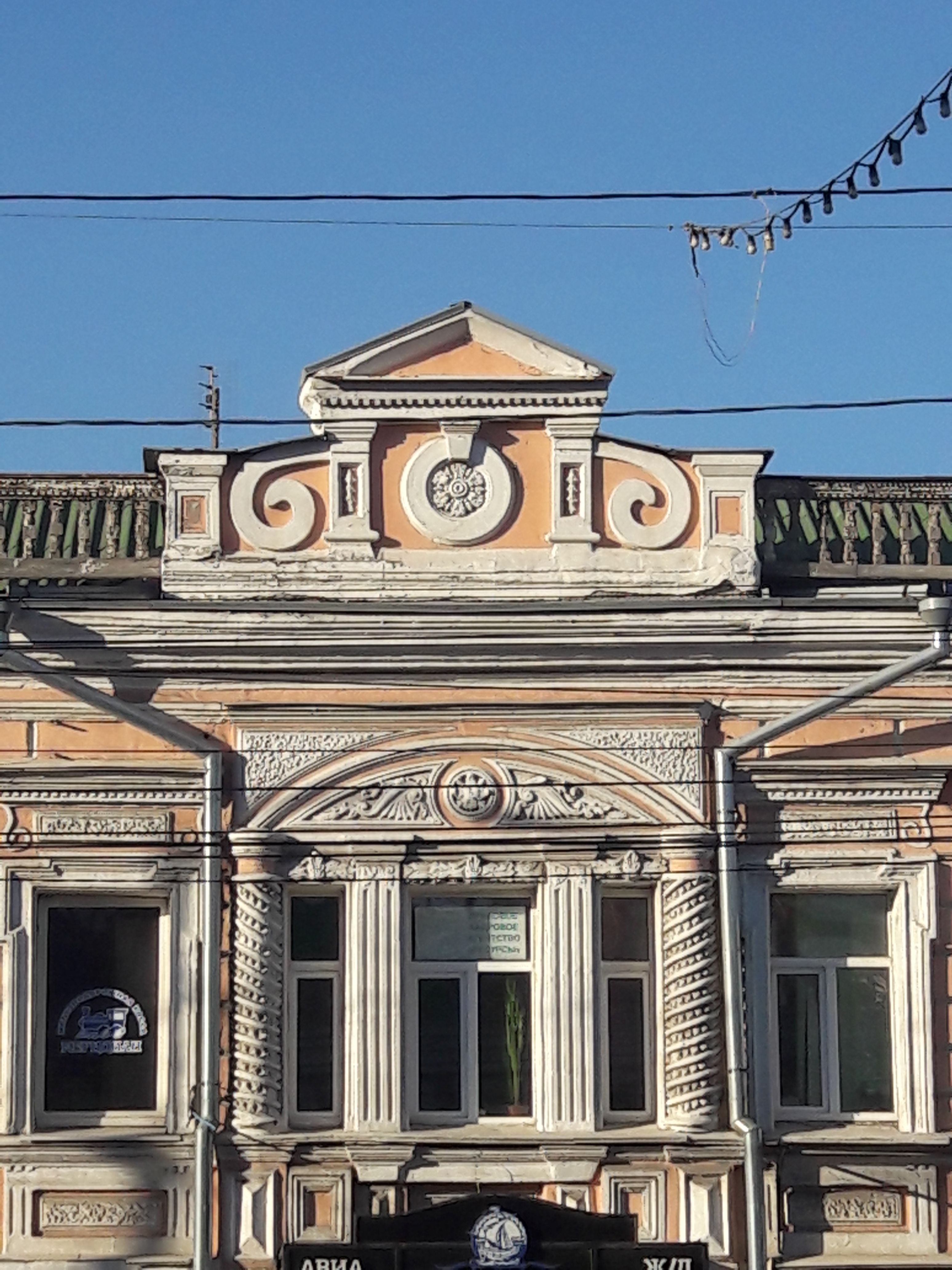
Особняк купца Сударкина

- Дом № 7 — двухэтажное каменное здание с фасадом строго классического стиля и чугунным крыльцом — бывшее Духовное училище (в настоящее время — гимназия № 2 имени И. П. Павлова). В здании учились: физиолог, первый русский лауреат Нобелевской премии академик И. П. Павлов, Герои Советского Союза Н. В. Стройков и С. П. Самсонов, советский писатель К. М. Симонов;
- Дом № 11 — угловой дом с балконами на перекрёстке с улицей Ленина. До 1917 г. там размещались гостиница Ланиных, аптекарский магазин Фёдорова, кустарный музей губернского земства, типография Худоровского. После 1917 г. — различные конторы. Полуподвал занимали автошкола, штаб Осоавиахима и гражданской обороны. В 1946—1995 гг. областной радиоклуб готовил там радистов-телеграфистов. В настоящее время здание занимают службы Октябрьского районного суда;
- Дома № 13-21 — купеческие дома XIX века;
- Дом № 23 — здание бывшей гостиницы «Москва».

### По чётной стороне
- Дома № 2-14 — купеческая застройка XIX века;
- Дом № 16 — здание Театра на Соборной, построено в 1862 году;
- Дом № 20 — здание Центрального банка. Строилось в конце 1980-х годов как здание обкома КПСС. К 1991 году достроено не было, продано Центробанку в 1992 году;
- Дом № 20а — строящееся современное здание Рязанского историко-архитектурного музея-заповедника;
- Дом № 34 — дом, в котором родился, провёл детство и юность народный артист СССР Эраст Павлович Гарин. В XIX веке дом принадлежал деду Э. Гарина — М. И. Харламову. Э. Гарин играл в фильмах «Женитьба», «Золушка», «Девушка без адреса», «Джентльмены удачи» и многих других. В настоящее время это здание занимают торговые организации;
- Дом № 38 — здание бывшего Детского мира. В настоящее время не функционирует;
- Дом № 46 — каменный особняк купца Сударкина с витыми фальш-колоннами на уровне 2-го этажа;
- Дом № 48 — двухэтажный купеческий дом с каменным нижним и деревянным верхним этажами. В этом доме в 1895 году открыл свой первый косметический магазин Макс Фактор (Максимилиан Факторович) — основатель всемирно известной компании «Max Factor»[1]. В начале 2020 года здесь открылся музей парфюмерии и косметики (исторический салон «Аромат времени»)[2];
- Дом № 52 — угловой двухэтажный дом купца Гайдукова.

## Памятники

### Стела героям Гражданской войны
Стела героям Гражданской войны, установленная рядом с домом № 2 в 1957 году.

### Памятник князю Олегу Рязанскому
Памятник Олегу Рязанскому создан под руководством президента Российской академии художеств Зураба Константиновича Церетели. Установлен на улице Соборной возле дома № 16 и открыт 28 октября 2007 года в день празднования 70-летия Рязанской области. На торжественной церемонии открытия памятника великому воину и защитнику Рязанской земли присутствовал и автор монумента, передавший его в дар рязанцам.

### Памятник преподобному Сергию Радонежскому
Торжественная церемония открытия и освящения памятника состоялась 18 июля 2016 года — в день памяти преподобного Сергия, когда празднуется обретение его честных мощей. Скульптурное изображение игумена земли Русской высотой около 3,5 метров украшает территорию Соборного парка Рязанского кремля справа от входной арки. Идею установки памятника выдвинули Общественная палата Рязанской области и жители Рязани, а поддержало региональное отделение Российского военно-исторического общества (РВИО). Памятник создан за счёт добровольных пожертвований, в рамках проекта «Аллея Российской Славы» и передан в дар Рязанской области Российским военно-историческим обществом. Надпись на постаменте: «Сергий Радонежский, 1314—1392. В память об исторической встрече преподобного Сергия с великим князем Олегом Ивановичем Рязанским, состоявшейся на территории Рязанского кремля в ноябре 1386 года».

## Галерея

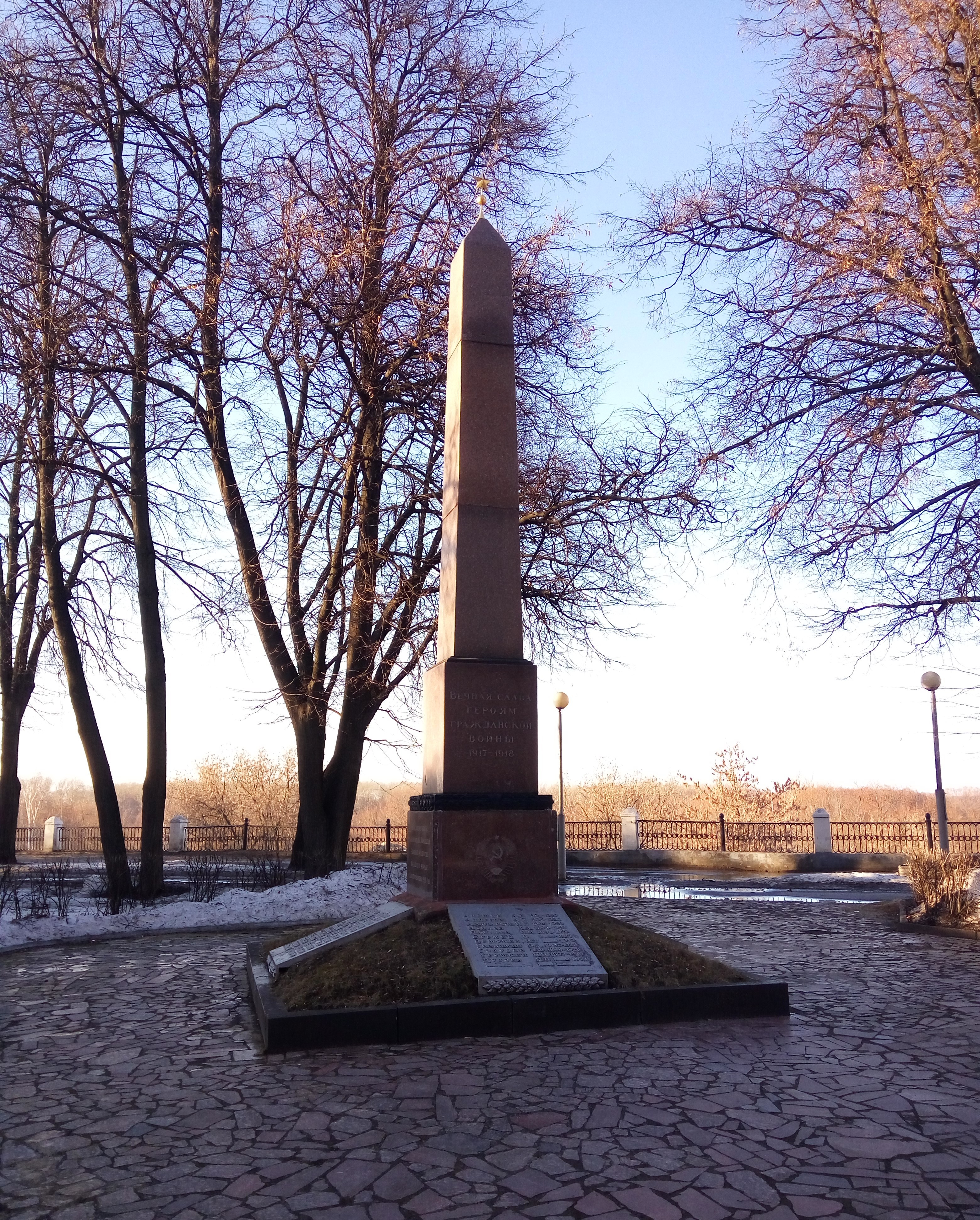
Героям Гражданской войны
Князь Олег Иванович Рязанский
Сергий Радонежский

## Транспорт
Улица Соборная является одной из самых оживлённых городских магистралей.
| Маршруты общественного транспорта на площади Соборной (январь 2023 г.) | Маршруты общественного транспорта на площади Соборной (январь 2023 г.) | Маршруты общественного транспорта на площади Соборной (январь 2023 г.) | Маршруты общественного транспорта на площади Соборной (январь 2023 г.) |
| Остановка Общественного Транспорта                                     | Троллейбусы                                                            | Автобусы                                                               | Примечания                                                             |
| ---------------------------------------------------------------------- | ---------------------------------------------------------------------- | ---------------------------------------------------------------------- | ---------------------------------------------------------------------- |
| Детский Мир                                                            | 1, 3, 5, 10                                                            | 7, 11, 13, 17, 23                                                      | ООТ располагается у закрытого детского универсама                      |
| Детский Мир                                                            | 1                                                                      | —                                                                      | ООТ располагается рядом с бывшей гимназией № 2                         |

## Примыкающие улицы
К улице Соборной примыкают: пл. Ленина, пл. Соборная, ул. Ленина, ул. Семинарская, ул. Некрасова, ул. Петрова, ул. Кремлёвский Вал, переулок Посадский, Соборный бульвар.